# Kim Dong-jun
Ne doit pas être confondu avec Kim Dong-jun (acteur).
Dans ce nom coréen, le nom de famille, Kim, précède le nom personnel.
Kim Dong-jun (en coréen : 김동준), né le 19 décembre 1994 à Suncheon en Corée du Sud, est un footballeur sud-coréen, qui évolue au poste de gardien de but. Il joue actuellement dans le club du Seongnam FC.

## Biographie

### Carrière internationale
Il est sélectionné avec l'équipe sud-coréenne des moins de 20 ans pour disputer la Coupe du monde des moins de 20 ans de 2013 organisée en Turquie. Lors du mondial junior, il ne joue aucune rencontre. La Corée du Sud est éliminée en quart de finale par l'Irak.
Par la suite, il fait partie de la liste des 18 joueurs sud-coréens sélectionnés pour disputer les Jeux olympiques d'été de 2016. Lors du tournoi, il dispute une rencontre face à l'Allemagne. La Corée du Sud est éliminée en quart de finale par le Honduras.
En novembre 2015, il est convoqué pour la première fois en équipe de Corée du Sud par le sélectionneur national Uli Stielike, pour des matchs des éliminatoires de la Coupe du monde de 2018 contre le Laos et le Liban, mais n'entre pas en jeu. Il est de nouveau convoqué en sélection en mars 2017, puis en décembre 2017, pour disputer la Coupe d'Asie de l'Est de 2017, et à nouveau en janvier 2018.

## Palmarès

### En sélection
- Avec la  Corée du Sud
  - Vainqueur de la Coupe d'Asie de l'Est en 2017
  - Finaliste du championnat d'Asie des moins de 23 ans en 2016

## Statistiques
| Saison                | Club                  | Championnat           | Championnat | Championnat | Coupe(s) nationale(s) | Coupe(s) nationale(s) | Séries | Séries | Total | Total |
| Saison                | Club                  | Division              | M.          | B.          | M.                    | B.                    | M.     | B.     | M.    | B.    |
| 2016                  | Seongnam FC           | K League              | 26          | 0           | 1                     | 0                     | 1      | 0      | 28    | 0     |
| 2017                  | Seongnam FC           | K League Challenge    | 36          | 0           | 2                     | 0                     | -      | -      | 38    | 0     |
| 2018                  | Seongnam FC           | K League 2            | 6           | 0           | -                     | -                     | -      | -      | 6     | 0     |
| Total sur la carrière | Total sur la carrière | Total sur la carrière | 68          | 0           | 3                     | 0                     | 1      | 0      | 72    | 0     |